# وزارة التجهيز والإسكان (تونس)
وزارة التجهيز و الإسكان هي وزارة تونسية مكلفة بالتجهيز.

## المهام والمشمولات
في مجال الجسور والطرقات تهتم الوزارة بإعداد مشاريع الجسور والطرقات و تجهيزها بألات متطورة وكذلك تنميتها وأيضا التصرف في شبكة المسالك الريفية.

و في مجال البنايات المدنية تهتم الوزارة مراقبة المشاريع المتعلقة ودراستها و المشاركة في تنظيم المهن المتعلقة بالبنايات المدنية.

و بالنسبة لمجال السكن فهي مسؤولة عن تنفيذ سياسة الدولة في هذا القطاع إضافة إلى العمل على ضمان المحافظة على الرصيد العقاري السكني وتنميته و تطويره.

ثم في مجال حماية المدن من الفيضانات فهي تهتم بإنجاز المشاريع المتعلقة ومراقبتها بالتعاون مع الوزارات الأخرى.

و في مجال التهيئة الترابية والتعمير فهي مكلفة بالقيام بالدراسات والبحوث التي تمكّن من معرفة الخصوصيات الطبيعية والاقتصادية لمختلف جهات البلاد، والعمل على إحكام آليات وأساليب التخطيط العمراني والمحافظة على الطابع المعماري المميز للبلاد.

ثم في مجال المنشآت الجوية والبحرية فهي مسؤولة عن تركيز وتجهيز المنشآت الجوية والبحرية و الموانيء الترفيهية بصفة مباشرة أو بصفتها صاحب منشإ مفوض، إلى جانب حمايتهم من الإعتداأت ومراجعة حدود الأملاك.

و أخيرا في مجال تدعيم اللامركزية الإدارية والفنية فهي تتعهد بمتابعة المشاريع المتعلقة في كل الولايات حيث أن لها مكاتب جهوية في ال24 ولاية المكونة للجمهورية التونسية.

## التنظيم
تتكون الوزارة من:
- الوزير.
- كتابة الدولة.
- الديوان.

يحتوي الديوان على مصلحتين وتفقدية واحدة وثلاثة إدارات.

## الوزير
الوزير الحالي هو السيد نور الدين السالمي.

## القائمة
| الوزير | الوزير                  | الحزب | الحزب                                               | الحكومة                                             | تواريخ العهدة  | تواريخ العهدة  |
| ------ | ----------------------- | ----- | --------------------------------------------------- | --------------------------------------------------- | -------------- | -------------- |
|        | عز الدين العباسي        |       | الحزب الحر الدستوري الجديد                          | حكومة الطاهر بن عمار حكومة الحبيب بورقيبة الأولى    | 7 سبتمبر 1955  | 29 يوليو 1957  |
|        | التيجاني الشلي          |       | الحزب الاشتراكي الدستوري                            | حكومة الباهي الأدغم                                 | 7 نوفمبر 1969  | 6 نوفمبر 1970  |
|        | الأسعد بن عصمان         |       | الحزب الاشتراكي الدستوري                            | حكومة الهادي نويرة                                  | 6 نوفمبر 1970  | 29 أكتوبر 1971 |
|        | محمد الصيّاح             |       | الحزب الاشتراكي الدستوري                            | حكومة الهادي نويرة                                  | 29 أكتوبر 1971 | 5 يونيو 1973   |
|        | الهادي خفشة             |       | الحزب الاشتراكي الدستوري                            | حكومة الهادي نويرة                                  | 5 يونيو 1973   | 14 يناير 1974  |
|        | عبد الله فرحات          |       | الحزب الاشتراكي الدستوري                            | حكومة الهادي نويرة                                  | 14 يناير 1974  | 25 سبتمبر 1974 |
|        | الأسعد بن عصمان         |       | الحزب الاشتراكي الدستوري                            | حكومة الهادي نويرة                                  | 25 سبتمبر 1974 | 7 نوفمبر 1979  |
|        | محمد علي السويسي        |       | الحزب الاشتراكي الدستوري                            | حكومة الهادي نويرة                                  | 7 نوفمبر 1979  | 15 أبريل 1980  |
|        | محمد الصيّاح             |       | الحزب الاشتراكي الدستوري                            | حكومة محمد مزالي                                    | 15 أبريل 1980  | 25 نوفمبر 1983 |
|        | الصادق بن جمعة          |       | الحزب الاشتراكي الدستوري                            | حكومة محمد مزالي                                    | 25 نوفمبر 1983 | 25 أغسطس 1984  |
|        | محمد الصيّاح             |       | الحزب الاشتراكي الدستوري                            | حكومة محمد مزالي حكومة رشيد صفر                     | 25 أبريل 1984  | 16 مايو 1987   |
|        | منصور السخيري           |       | الحزب الاشتراكي الدستوري                            | حكومة رشيد صفر حكومة زين العابدين بن علي            | 16 مايو 1987   | 7 نوفمبر 1987  |
|        | الصادق بن جمعة          |       | الحزب الاشتراكي الدستوري التجمع الدستوري الديمقراطي | حكومة الهادي البكوش                                 | 7 نوفمبر 1987  | 7 يوليو 1988   |
|        | منصف المولهي            |       | التجمع الدستوري الديمقراطي                          | حكومة الهادي البكوش                                 | 27 يوليو 1988  | 11 أبريل 1989  |
|        | أحمد فريعة              |       | التجمع الدستوري الديمقراطي                          | حكومة الهادي البكوش حكومة حامد القروي               | 11 أبريل 1989  | 9 يونيو 1992   |
|        | محمد شرف الدين قلوز     |       | التجمع الدستوري الديمقراطي                          | حكومة حامد القروي                                   | 9 يونيو 1992   | 15 يونيو 1992  |
|        | علي الشاوش              |       | التجمع الدستوري الديمقراطي                          | حكومة حامد القروي                                   | 15 يونيو 1993  | 9 أكتوبر 1997  |
|        | صلاح الدين بلعيد        |       | التجمع الدستوري الديمقراطي                          | حكومة حامد القروي حكومة محمد الغنوشي الأولى         | 9 أكتوبر 1997  | 10 نوفمبر 2004 |
|        | سميرة خياش              |       | التجمع الدستوري الديمقراطي                          | حكومة محمد الغنوشي الأولى                           | 10 نوفمبر 2004 | 29 أغسطس 2008  |
|        | صلاح الدين مالوش        |       | التجمع الدستوري الديمقراطي                          | حكومة محمد الغنوشي الأولى حكومة محمد الغنوشي 2      | 29 أغسطس 2008  | 27 يناير 2011  |
|        | ياسين إبراهيم           |       | مستقل                                               | حكومة محمد الغنوشي الثانية حكومة الباجي قايد السبسي | 27 يناير 2011  | 1 يوليو 2011   |
|        | محمد رضا فارس           |       | مستقل                                               | حكومة الباجي قايد السبسي                            | 1 يوليو 2011   | 24 ديسمبر 2011 |
|        | محمد سلمان              |       | حركة النهضة                                         | حكومة حمادي الجبالي حكومة علي العريض                | 24 ديسمبر 2011 | 29 يناير 2014  |
|        | الهادي بالعربي          |       | مستقل                                               | حكومة مهدي جمعة                                     | 29 يناير 2014  | 6 فبراير 2015  |
|        | محمد صالح العرفاوي      |       | مستقل                                               | حكومة الحبيب الصيد حكومة يوسف الشاهد                | 6 فبراير 2015  | 14 نوفمبر 2018 |
|        | نور الدين السالمي       |       | مستقل                                               | حكومة يوسف الشاهد                                   | 14 نوفمبر 2018 | 27 فيفري 2020  |
|        | المنصف السليتي          |       | حركة النهضة                                         | حكومة إلياس الفخفاخ                                 | 27 فيفري 2020  | 15 يوليو 2020  |
|        | غازي الشواشي (بالنيابة) |       | التيار الديمقراطي                                   | حكومة إلياس الفخفاخ                                 | 15 يوليو 2020  | 2 سبتمبر 2020  |
|        | كمال الدوخ              |       | مستقل                                               | حكومة هشام المشيشي                                  | 2 سبتمبر 2020  | 11 اكتوبر 2021 |
|        | سارة زعفراني زنزري      |       | مستقلة                                              | حكومة نجلاء بودن ، حكومة أحمد الحشاني               | 11 اكتوبر 2021 | 20 مارس 2025   |
|        | صلاح الزواري            |       | مستقل                                               | حكومة سارة الزعفراني                                | 20 مارس 2025   | الآن           |

في بعض الأوقات تم فصل وزارة التجهيز والإسكان إلى وزارتين، يوجد أسفله قائمة وزراء الإسكان في حالات الفصل:
| الوزير | الوزير         | الحزب | الحزب                    | الحكومة          | تواريخ العهدة | تواريخ العهدة |
| ------ | -------------- | ----- | ------------------------ | ---------------- | ------------- | ------------- |
|        | منصف بلحاج عمر |       | الحزب الاشتراكي الدستوري | حكومة محمد مزالي | 3 ديسمبر 1980 | 25 أغسطس 1984 |

## كتاب الدولة
- 13 مارس 2006 - 17 يناير 2011: محمد نجيب بالريش
- 17 يناير 2011 - 18 يناير 2011: أنور بن قدور
- 24 ديسمبر 2011 - 29 يناير 2014: شهيدة بن فرج بوراوي
- 6 فبراير 2015 - 6 يناير 2016: أنيس غديرة